# صوفيا أوتشيجافا
صوفيا ألبرتوفنا أوتشيجافا (بالروسية: Софья Альбертовна Очигава)‏(مواليد 7 يوليو 1987) هي ملاكمة محترفة روسية. شاركت باسم روسيا في فئة الوزن الخفيف (أقل من 60 كجم) في بطولة العالم للملاكمة للهواة للسيدات 2012 والألعاب الأولمبية الصيفية 2012 خسرت فيهما مبارة النهائي أمام كاتي تايلور. وكانت أيضًا بطلة أوروبا ثلاث مرات (2005، 2007، 2009)، وبطلة العالم مرتين (2005، 2006). وحصلت على برونزية بطولة العالم في عام 2008.
ولدت أوتشيجافا في مدينة أودينتسوفو، مقاطعة موسكو، الاتحاد السوفيتي محل إقامتها الحالي. هي ذات أصول جورجية. بدأت التدرب في البداية على الكيك بوكسينغ، لكنها انتقلت في النهاية إلى ملاكمة الهواة. احترفت الملاكمة في عام 2016 وفازت في أول مبارة لها على فيروزا شاريبوفا، كان من المقرر إجراء مباراة أخرى مع شاريبوفا في 3 أبريل 2021 في قازان، روسيا، ولكن ألغيت المبارة بسبب نقص التمويل.

## المسيرة الاحترافية
| 6 نزال       | 6 فوز | 0 خسارة |
| ------------ | ----- | ------- |
| ضربة القاضية | 2     | 0       |
| قرار القضاة  | 4     | 0       |

| No. | النتجية | النتجية | الخصم              | الفوز ب        | الجولة الوقت | التاريخ        | الموقع                                                    | ملاحظات                                                     |
| --- | ------- | ------- | ------------------ | -------------- | ------------ | -------------- | --------------------------------------------------------- | ----------------------------------------------------------- |
| 6   | أنتصرت  | 6–0     | أليسيا فيداريستافا | RTD            | 1 (6)        | 22 فبراير 2022 | USC Soviet wongs، موسكو، روسيا                            |                                                             |
| 5   | أنتصرت  | 5–0     | تينا أخوندتابار    | قرار الحكم     | 10           | 25 يونيو 2021  | WOW Arena، كراسنايا بوليانا، سوتشي، كراسنودار كراي، روسيا |                                                             |
| 4   | أنتصرت  | 4–0     | يوليا كوتسينكو     | قرار الحكم     | 10           | 22 ديسمبر 2020 | Pyramide، قازان، روسيا                                    | فازت باللقب المجلس العالمي للملاكمة في الوزن الخفيف للسيدات |
| 3   | أنتصرت  | 3–0     | أنجيلا كانيزارو    | الضربة القاضية | 4 (10)، 0:28 | 12 مارس 2020   | Pyramide، قازان، روسيا                                    | فازت بلقب بطولة IBA للوزن الخفيف                            |
| 2   | أنتصرت  | 2–0     | أولينا ميدفيدينكو  | قرار الحكم     | 4            | 6 أغسطس 2016   | Tesla Hall، موسكو، روسيا                                  |                                                             |
| 1   | أنتصرت  | 1–0     | فيروزا شاريبوفا    | قرار الحكم     | 4            | 21 مايو 2016   | ميغاسبورت أرينا، موسكو، روسيا                             |                                                             |

## روابط خارجية
- سجل الملاكمة لـ صوفيا أوتشيجافا من بوكس ريك